# Dalia Lorbek
Dalia Lorbek (Maribor, 19 febbraio 1978) è un'ex sciatrice alpina slovena.

## Biografia
La Lorbek disputò la sua unica gara in Coppa del Mondo il 7 gennaio 1996, lo slalom speciale di Maribor che non portò a termine; in Coppa Europa esordì il 27 gennaio successivo a Krieglach nella medesima specialità (43ª) e ottenne il miglior piazzamento il 20 dicembre dello stesso anno a Haus in supergigante (32ª). Ai Mondiali juniores di Schladming 1997 vinse la medaglia di bronzo nella combinata; prese per l'ultima volta il via in Coppa Europa il 26 gennaio 1998 a Rogla in slalom speciale (40ª) e si ritirò al termine della stagione 1998-1999: la sua ultima gara fu lo slalom speciale dei Campionati sloveni 1999, disputato il 17 marzo a Rogla e non completato dalla Lorbek. Non prese parte a rassegne olimpiche o iridate.

## Palmarès

### Mondiali juniores
- 1 medaglia:
  - 1 bronzo (combinata a Schladming 1997)